# R&S Records
R&S Records är ett oberoende skivbolag för New beat, Rave (musik), techno, jungle, och ambient för artister i framkanten av musikaliska experiment. Basen är i Belgien och man har filialer som bl.a. Apollo (ambient), Global Cuts (house) och and Diatomyc (acid), Satori Records och Generations. De äger två inspelningsstudior och licensierar sina artesters verk i Europa, Japan, Hongkong och USA. 
R & S står för Renaat Vandepapeliere & Sabine Maes, paret som startade bolaget. Namnet var från början Milos Music Belgium men bara en 12" vinyl - Big Tony (Bubble Up) - släpptes under det namnet.
Släpp på R&S och dess filialer inkluderar Jaydee (Plastic Dreams), Capricorn (20 Hz), Rave Signal (HorsePower), Aphex Twin (Digeridoo, Selected Ambient Works 85–92), Biosphere (Microgravity, Patashnik), C.J. Bolland (The 4th Sign, Camargue), Sun Electric (O'Locco, Kitchen), The Source Experience/Robert Leiner (Visions Of The Past, Different Journeys), Model 500/Juan Atkins (Deep Space, The Flow), Silent Phase (The Theory Of Silent Phase), System 7 (Power Of Seven), Dave Angel (Classics) och Ken Ishii (Extra, Jelly Tones).